# Cmentarz żydowski w Opolu Lubelskim
Cmentarz żydowski w Opolu Lubelskim – dokładna data założenia kirkutu nie jest znana, przypuszczalnie była to połowa XVII wieku. Wiadomo, że na terenie kirkutu znajdował się ohel oraz drugi budynek, prawdopodobnie służący jako dom przedpogrzebowy. W czasie drugiej wojny światowej hitlerowcy zdewastowali kirkut, używając macewy do utwardzania ulic i chodników. Proces niszczenia trwał także po 1945. W latach sześćdziesiątych teren kirkutu ogrodzono siatką i zadrzewiono. Do dziś przetrwały pojedyncze fragmenty macew. Cmentarz ma powierzchnię 2 ha.